# Flemming Quist Møller
Flemming Oluf Quist Møller (født 19. maj 1942 i Taarbæk, død 31. januar 2022) var en dansk musiker, tegner, filmarbejder og forfatter. Han spillede i musikgruppen Bazaar, sammen med Peter Bastian og Anders Koppel.
I 2019 blev Quist Møller tildelt Statens Kunstfonds livsvarige hædersydelse som én af de til alle tider i alt 275 modtagere.
Han var far til Carl Quist Møller (født 24. juni 1964).